# Jebiniana
Jebiniana ou Jebeniana (arabe : جبنيانة) est une ville du centre de la Tunisie située à une trentaine de kilomètres au nord de Sfax.
Rattachée administrativement au gouvernorat de Sfax, elle constitue une municipalité comptant 7 190 habitants en 2014.
Longtemps ses fonctions se sont limitées à celles d'un bourg agricole commercialisant les produits de sa campagne environnante lors d'un marché hebdomadaire. Mais c'est également un centre de services qui fonctionne comme relais par rapport à l'agglomération de Sfax. La ville peine néanmoins à se développer ne serait-ce que sur le plan agricole car son terroir est exigu au sein de la grande oliveraie de la région de Sfax.